# ザ・ブルートーンズ・コレクション
『ザ・ブルートーンズ・コレクション』("The Bluetones Collection")は、ブルートーンズのコンピレーション・アルバム。

## 解説
このアルバムはかつて所属していたユニバーサル・レコードが企画し、多くのアーティストのベストアルバムをリリースしているユニバーサル傘下のスペクトラム・レーベルから発売された。収録曲は全てバンドがユニバーサル・レコードに在籍した1995年から2002年までのものだが、選曲にはメンバー自ら関わり、シングルA面曲が5曲、B面曲が6曲、アルバム収録曲が9曲と、これまでのベストアルバムに収録されなかった曲が中心となっている。マークがライナーノーツを担当。
ちなみのこのアルバムは、バンドの公式サイトのディスコグラフィーには掲載されておらず、公式なアルバムとはみなされていない。

## 収録曲
1. スライト・リターン - Slight Return
2. ラスト・オブ・ザ・グレイト・ナビゲーターズ - Last Of The Great Navigators
3. UTA - U.T.A
4. オートフィリア - Autophilia Or How I Learned To Stop Worrying And Love My Car
5. ブルートニック - Bluetonic
6. プッティング・アウト・ファイアーズ - Putting Out Fires
7. ネイ・ヘア・オント - Nae Hair On't
8. ソロモン・バイツ・ザ・ウォーム - Solomon Bites The Worm
9. タイガー・リリー - Tiger Lily
10. コロラド・ビートル - Colorado Beetle
11. ザ・ファウンテンヘッド - The Fountainhead
12. スリージー・ベッド・トラック - Sleazy Bed Track
13. ヴォストーク・オブ・ラヴ - Vostok Of Love
14. カーント・ビー・トラステッド - Carnt Be Trusted
15. アイ・ワズ・ア・ティーンエイジ・ジーザス - I Was A Teenage Jesus
16. スラック・ジョー - Slack Jaw
17. セイル・オン・セイラー - Sail On Sailor
18. ヴァンパイア - Vampire
19. ベイスメント・ソング - The Basement Song
20. ゼロ・トレランス - Zero Tolerance